# Makedonske Krige
De Makedonske Krige (214–148 f.Kr.) var en række konflikter udkæmpet mellem den Romerske Republik (og dens græske allierede) og forskellige store græske kongeriger i det østlige Middelhav. Krigene resulterede i romersk kontrol eller indflydelse over Grækenland og resten af det østlige Middelhavsbassin. Dette kom i forlængelse af, at romerne havde etableret hegemoni i det vestlige Middelhav efter de Puniske Krige. Traditionelt inkluderer de "Makedonske Krige" de fire krige med Makedonien, foruden én krig med Seleukideriget og en afsluttende mindre krig med Det Achæiske Forbund (som ofte betragtes som den sidste fase af den sidste makedonske krig). Den mest betydningsfulde krig blev udkæmpet med Seleukideriget, og både denne og krigene med Makedonien markerede i effekt afslutningen på disse riger som store verdensmagter, selvom ingen af dem umiddelbart førte til øjebliklig romersk dominans. Fire separate krige blev udkæmpet mod den svagere magt, Makedonien, på grund af dets geografiske nærhed til Rom, selvom de to sidste af disse krige var mod tilfældige opstande snarere end stærke hære. Romersk indflydelse opløste gradvist makedonsk uafhængighed og optog det i det, der var ved at blive et førende imperium. Resultatet af krigen mod det forfaldende Seleukiderige var i sidste ende også fatalt for dette rige, selvom den voksende indflydelse fra Parthien og Pontos forhindrede yderligere konflikter mellem dem og Rom.

## Første Makedonske Krig (214 to 205 f.Kr.)
Under den Anden Puniske Krig allierede Filip 5. af Makedonien sig med Hannibal. Da Senatet frygtede mulig forstærkning af Hannibal fra Makedonien, sendte det en praetor med styrker over Adriaterhavet. Romerne (med hjælp fra allierede fra Det Ætoliske Forbund og Pergamon efter 211 f.Kr.) gjorde ikke meget mere end at indgå i lette træfninger med makedonske styrker og erobre mindre territorier langs Adriaterhavskysten for at "bekæmpe pirateri". Roms interesse lå ikke i erobring, men i at holde Makedonien beskæftiget, mens Rom kæmpede mod Hannibal. Krigen endte uafgjort i 205 f.Kr. med Freden i Fønikien. Selvom det var en mindre konflikt, åbnede den vejen for romersk militær intervention i Makedonien. Denne konflikt, selvom den blev udkæmpet mellem Rom og Makedonien, var stort set uafhængig af de romersk-makedonske krige, der fulgte (som begyndte med den Anden Makedonske Krig ) i det næste århundrede.